# Halfling
Il nome halfling è, in origine, un altro nome degli hobbit nelle opere di J. R. R. Tolkien, in italiano reso in genere con mezzuomo. Questo nome fu in seguito utilizzato nel gioco di ruolo fantasy Dungeons & Dragons. Nelle prime edizioni di D&D gli halfling si chiamavano "hobbit", ma il nome fu mutato quando la società tolkieniana minacciò di intraprendere un'azione legale contro la TSR. Da allora, "halfling" si è diffuso nel fantasy (sia nella letteratura che nei giochi e videogiochi); in sostanza, esso serve come nome per le creature che svolgono ruolo analogo a quello degli hobbit nell'universo tolkieniano, e consente di aggirare le implicazioni legali che seguirebbero dall'uso del nome "originale" di tali creature.

## Diversi significati del termine
Come per molti altri "termini" in uso nel fantasy, halfling appare in molte diverse ambientazioni con varianti sul suo significato. 
- Nella maggior parte dei casi gli halfling sono simili a esseri umani, ma alti la metà circa. Di norma "ereditano" altre caratteristiche degli hobbit di Tolkien, come la socievolezza, l'amore per la tranquillità e il cibo, e così via. Gli halfling compaiono nel gioco di carte Munchkin, vincitore dell'Origins Award come miglior gioco di carte nel 2001 e creato da Steve Jackson, e sono una delle razze presenti nel gioco. Di questo genere sono gli halfling del gioco originale Dungeons & Dragons e di molte sue ambientazioni come Forgotten Realms ed Eberron e di videogiochi derivati come Neverwinter Nights, quelli di Warhammer Fantasy, oppure i Kitikin di Magic, dei videogiochi strategici a turni della serie Heroes of Might and Magic, e via dicendo.
- In altri casi, il termine halfling si riferisce a individui per metà umani e per metà di un'altra razza; viene detto halfling, per esempio, il personaggio mezzo-uomo e mezzo-elfo Shea Ohmsford della saga di Shannara di Terry Brooks.